# Dicranota pavida
Dicranota pavida är en tvåvingeart som först beskrevs av Alexander Henry Haliday 1833.  Dicranota pavida ingår i släktet Dicranota och familjen hårögonharkrankar. Arten är reproducerande i Sverige. Inga underarter finns listade i Catalogue of Life.